# Acronicta speratina
Acronicta speratina là một loài bướm đêm trong họ Noctuidae.